# Campeonato de Wimbledon 1900
La edición 24.º del Campeonato de Wimbledon se celebró entre el 25 de junio y el 4 de julio de 1900 en las pistas del All England Lawn Tennis and Croquet Club de Wimbledon, Londres, Inglaterra.
El cuadro individual masculino lo iniciaron 34 jugadores mientras que el femenino lo iniciaron 16 tenistas.

## Hechos destacados
En la competición individual masculina se impuso el británico Reginald Doherty logrando el cuarto título que obtendría en el torneo al imponerse en la final al británico Sidney Smith.
En la competición individual femenina la victoria fue para la británica Blanche Bingley logrando el sexto título que obtendría en Wimbledon al imponerse a la británica Charlotte Cooper.

## Palmarés
| Seniors              | Vencedor                        | Resultado                | Finalista                           | Finalista |
| -------------------- | ------------------------------- | ------------------------ | ----------------------------------- | --------- |
| Individual masculino | Reginald Doherty                | 6–8, 6–3, 6–1, 5–7, 11–9 | Sidney Smith                        |           |
| Individual femenino  | Blanche Bingley                 | 4–6, 6–4, 6–4            | Charlotte Cooper                    |           |
| Dobles masculino     | Reginald Doherty Laurie Doherty | 9–7, 7–5, 4–6, 3–6, 6–3  | Herbert Roper Barrett Harold Nisbet |           |

## Cuadros Finales

### Torneo individual  femenino
| Predecesor: 1899                                       | Campeonato de Wimbledon 1900 | Sucesor: 1901                                       |
| Predecesor: Campeonato nacional de Estados Unidos 1899 | Grand Slam 1900              | Sucesor: Campeonato nacional de Estados Unidos 1900 |

- Datos: Q2121907